# Глазунов Ілля Сергійович
Ілля Сергійович Глазунов (рос. Илья Сергеевич Глазунов; нар. 10 червня 1930, Ленінград, Російська РФСР — 9 липня 2017, Москва, Росія) — радянський та російський живописець та графік-ілюстратор. Один з лідерів націонал-шовіністичного руху в сучасній російській культурі. Народний художник СРСР, президент Російської Академії Мистецтв.

## Творчість
У молодості починав писати у звичайному для свого часу жанрі соціалістичного реалізму. Ілюстрував твори Ф. М. Достоєвського. Починаючи з другої половини 1950-х перейшов до офіціозного парадного портрету. Малював портрети політичних керівників, радянських вождів, голів інших держав, коронованих та впливових осіб, зірок мас-культури. Завдяки напрацьованим персональним зв'язкам багато виїжджав за державний кошт за кордон СРСР, що на той час для звичайних радянських митців і художникам було неможливим.
На кінці радянського часу, Глазунов відчув кон'юнктурний інтерес до теми російського націоналізму та московського православ'я. Погляди та художній стиль Глазунова в цей час значною мірою підпали під вплив його покровителя — радянського компартійного керівного «митця» ще сталінської доби Сергія Михалкова, який себе неофіційно позиціював як «православний дворянин» що співчуває російським націоналістам. Сімейний салон Михалкових неофіційно належав до кіл так званої «російської партії» в радянської партноменклатурі.
Під час перебудови і гласності був розрекламований радянськими ЗМІ як демонстративний фрондер-«антикомуніст», що надало його імені популярності у громадських колах Росії та України. В цей же час створив чимало великоформатних полотен у жанрі псевдо-історизму (російської великодержавної міфології) або «фольк-хісторі», найбільш відоме з яких «Мистерия ХХ века».

## Самореклама
- Починаючи з першої виставки Глазунова в Москві 1957 в престижному Центральному Домі працівників мистецтв (рос. ЦДРИ) про молодого Глазунова поширювались чутки, що він «…бідний, женемий радянською владою, не визнаний керівництвом інституту імені Рєпіна, неортодоксальний, сміливий та талановитий…».
- Через 30 років, в 1988 Центральне радянське телебачення повідомляє про виставку в найбільшому виставковому залі Москви — Манежі, народного художника СРСР, професора МДХІ ім. Сурікова, ректора академії мистецтв імені себе самого — Іллі Глазунова. І знову як 30 років тому, Глазунов скаржиться на «невизнання і цькування», натякає мало не на змову проти себе з боку критиків, перераховує образи. Мільйони глядачів вірять в його «важку долю». Вважають його «бідним, гнаним, неортодоксальним, сміливим».[2]

- На власному сайті в інтернеті Глазунов помістив наступну характеристику:Глазунов …найбільший художник сучасності, портретист і пейзажист, творець монументальних історичних полотен…[3]

## Критика
- Характеристика творчості Глазунова: Кіч, лубок, компіляція, епігонство, вульгарність, бездарність, свобода від совісті і смаку:|  | Що стосується власне живопису, то Глазунов закріпив за собою кілька якостей, які фахівцям дозволили впевнено віднести його до явища кічу. Стиль солодкуватий, зображення штучно прикрашене, ошатне; однакові величезні очі; дуже багато компіляцій чужих полотен і фотографій; велика кількість примітивних, легкочитаємих політичних / ідеологічних алегорій, що легко сповзають в плакатність; тяга до гігантських полотен алегоричної властивості при одночасному невмінні побудувати багатофігурну композицію, що перетворюється у вінегрет; демонстративна відмова від рішення пластичних і живописних завдань - в загальному пафосна ідеологічна «журавлина», яка, природно, легше сприймається незайманою свідомістю, ніж Брак, Кандинський, Далі, Філонов або Фальк. |

|  | Глазунов сам по собі інтересу не представляє, він не більше ніж епігон російського живопису 19 століття, причому епігон не дуже вправний і цілком бездарний. А популярність його пояснюється тим, що радянська публіка і радянський живопис, нарешті, доросли до кітчу. Так що цікавий не Глазунов, цікаво суспільство, в якому він - геній. |

- Погляди Глазунова: |  | ...Його творчість по суті лише ілюстрація поглядів |

|  | Шовініст... та монархіст, що сповідує ідею російської соборності і пише в стилі «емоційно-філософського реалізму» |

## Цікаві факти
- Вважається, що в радянський час Глазунов був людиною «близькою» до КДБ.
- Неофіційно вважався художником міністерства закордонних справ СРСР

## Почесні звання
Народний художник СРСР, Почесний член Королівських Академій мистецтв Мадриду та Барселони, Кавалер «Золотої медалі Пікассо», нагороди ЮНЕСКО за внесок в світову культуру, Лауреат премії Джавахарлала Неру, Лауреат Державної премії Російської Федерації.

## Смерть та поховання
Помер 9 липня 2017 року у Москві.
Поховання відбулося 11 липня на Новодівочому цвинтарі у Москві.